# Édouard Joseph Durand
Pour les articles homonymes, voir Durand.
Édouard Joseph Durand, né au Renouard le 26 septembre 1830 et mort à Paris le 8 mars 1881, est un missionnaire français. 

## Biographie
Durand est d'abord curé de Maule avant de devenir missionnaire en Afrique puis au Brésil. Explorateur, il visite la vallée du Rio Doce et la Serra do Caraça ainsi qu'une partie du bassin amazonien, le Solimoes et le Madeira. 
De retour en France en 1867, il devient en 1874 archiviste-bibliothécaire de la Société de géographie et professeur de sciences géographiques à l'Université catholique de Paris (1875). 
Dans son roman La Jangada où il est cité dans le chapitre V de la première partie, Jules Verne utilise pour certaines de ses descriptions les études de Durand publiées dans le Bulletin de la société de géographie : Le rio Negro du nord et son bassin (1872), Le Solimoes ou haut Amazone brésilien (1873) et Le Madeira et son bassin (1875).